# Arachnopusiidae
Arachnopusiidae zijn een familie van mosdiertjes (Bryozoa) uit de orde van de Cheilostomatida. De wetenschappelijke naam ervan is in 1888 voor het eerst geldig gepubliceerd door Jullien.

## Geslachten
- Arachnopusia Jullien, 1888
- Brendella Gordon, 1989
- Briarachnia Gordon, 1984
- Poricella Canu, 1904
- Trilaminopora Moyano, 1970